# Sergej Alifirenko
Sergej Alifirenko, född 21 januari 1959 i Vanadzor, är en rysk sportskytt.
Han olympisk guldmedaljör i snabbpistol vid sommarspelen 2000 i Sydney.